# Măgurele (Prahova)
Măgurele è un comune della Romania di 4 877 abitanti, ubicato nel distretto di Prahova, nella regione storica della Muntenia. 
Il comune è formato dall'unione di 3 villaggi: Coada Malului, Iazu, Măgurele.